# Resolução 119 do Conselho de Segurança das Nações Unidas
Resolução 119 do Conselho de Segurança das Nações Unidas, foi vetada em 31 de outubro de 1956, considerando a grave situação criada pela ação empreendida contra o Egito e a falta de unanimidade dos seus membros permanentes em reuniões anteriores, o Conselho considerou que tinha sido impedido de exercer sua responsabilidade na manutenção da paz e a segurança internacional. Como solução, o Conselho decidiu convocar uma sessão especial de emergência da Assembleia Geral, a fim de fazer as recomendações apropriadas.
Foi vetada pelos 2 votos "contra" da França e do Reino Unido. E duas abstenções da Austrália e a Bélgica.